# Старуха (картина Джорджоне)
«Старуха» (итал. Vecchia) — портрет итальянского живописца Джорджоне (1477—1510), мастера венецианской школы. Написан примерно в 1508 году. С 1856 года хранится в коллекции Галереи Академии в Венеции.

## История
Вместе с «Бурей» эта работа входила в коллекцию Габриэле Вендрамина и предназначалась для знаменитой «комнатки с хламом» в его дворце Санта-Фоска. В 1856 году картина была приобретена императором Австрийской империи Францем Иосифом I, который подарил ее Галерее Академии. В течение почти тридцати лет она считалась «портретом матери Тициана в манере Джорджоне», пока не была окончательно атрибутована как произведение Джорджоне.

## Описание
Джорджоне, художественную манеру которого перенял молодой Тициан, совсем не считался современниками тем «первым мастером», славу которого он получил у поклонников искусства XIX—XX веков. XXI век соглашается с его репутацией великого художника, безвременно ушедшего из жизни, который оставил таинственные, полные мягкой гармонии и поэзии полотна.
На полотне изображена пожилая женщина, сжимающая в руке полоску бумаги, на которой можно прочесть: «Со временем», и указывающая на себя, хоть натурщице и было всего 27 лет. Очевидно, речь идет об аллегории, наводящей на размышления о беспощадном беге времени и бренности земной красоты. Помимо символического смысла, это необычный портрет, отличающийся исключительной естественностью и полный горькой меланхолии, которая отражается в усталых глазах женщины; в ее лице, безжалостно рубленом временем, можно угадать едва уловимые следы былой красоты.